# Marie-Élisabeth de Bavière
Titre
Épouse du prétendant au trône du Brésil.

(branche de Vassouras)
19 août 1937 – 5 juillet 1981
(43 ans, 10 mois et 16 jours)
Marie-Élisabeth de Bavière, née le 14 septembre 1914 au château de Nymphembourg à Munich, Allemagne, et morte le 13 mai 2011 à Rio de Janeiro, Brésil, est devenue princesse du Brésil en épousant Pedro Henrique d'Orléans-Bragance, chef de la maison d'Orléans-Bragance et prétendant au trône impérial (aboli) du Brésil entre 1937 et 1981.

## Biographie

### Famille
Marie-Élisabeth de Bavière, usuellement appelée « Maria », est la fille aînée du prince royal Franz de Bavière (1875-1957), troisième fils du roi Ludwig III de Bavière (1845-1921), et de la princesse Isabelle-Antoinette de Croÿ (1890-1982),.
Contrainte de suivre en exil sa famille en Hongrie à la fin de la Première Guerre mondiale, elle revient en Bavière durant les années 1930, mais retourne de nouveau en exil en raison de l’opposition ouverte de son oncle le prince héritier (Kronprinz) Rupprecht de Bavière (alors prétendant au trône de Bavière) au chancelier allemand Adolf Hitler.

### Mariage
La princesse royale Marie-Élisabeth épouse civilement à Leutstetten, près Starnberg, le 17 août 1937, puis religieusement au château de Nymphenburg le 19 août suivant, Pedro Henrique de Orléans e Bragança (appelé Pedro III par ses partisans), le chef de la branche cadette — dite branche de Vassouras — de l'ancienne famille impériale du Brésil,.

### Postérité

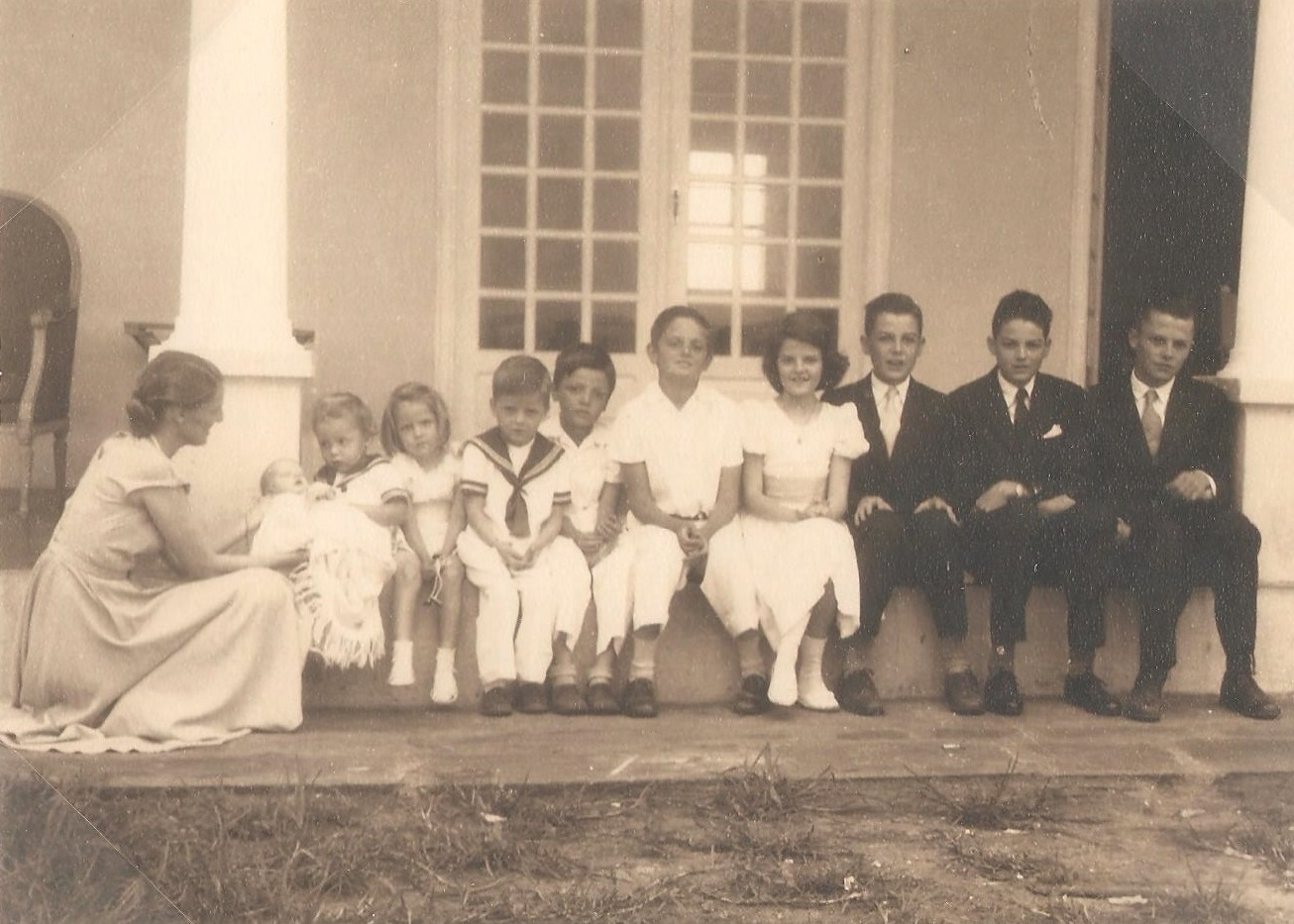
Marie-Élisabeth de Bavière et ses dix premiers enfants en 1957.

Le couple a douze enfants, qualifiés des prédicats d'altesse impériale et royale, pour l'héritier, et d'altesses royales pour les autres, sauf en cas de mariage de rang inégal ou de renonciation aux droits dynastiques, :
- Luiz de Orleans e Bragança (1938-2022), chef de la maison impériale du Brésil et l’un des deux prétendants au trône brésilien de 1981 à 2022[7]. Sans alliance ni postérité ;
- Eudes de Orleans e Bragança (1939-2020[8]), qui renonce en 1967 à ses droits dynastiques pour épouser Ana Maria de Moraes Barros (1945), dont il divorce. En secondes noces, il se remarie, en 1976, à Mercedes Neves da Rocha avec qui il aura quatre enfants.
  - Enfants de sa première union :
    - Luiz Philippe de Orleans e Bragança (né en 1969), homme politique, élu député fédéral lors de la campagne présidentielle de Jair Bolsonaro en 2018 ;
    - Ana de Orleans e Bragança (née en 1971), qui épouse en 1996 Paulo Ibrahim Mansour (né en 1962) ;

  - Enfants de sa seconde union :
    - Eudes de Orleans e Bragança (né en 1978), qui épouse en 2008 Patricia Annechino Landau (née en 1984), dont deux enfants jumeaux : Eudes (né en 2011) et Valentina (née en 2011) ;
    - Antônia de Orleans e Bragança (née en 1979), qui épouse en 2007 Eduardo de Carvalho Moreira (né en 1978), fils du sénateur César de Faria Domingues Moreira, ambassadeur du Brésil en Norvège et en Islande ;
    - Maria Francisca de Orleans e Bragança (née en 1979), qui épouse en premières noces, en 2005, Bernardo Almeida Braga Ratto (né en 1977), dont deux enfants : Lucas (né en 2007) et Maria (née en 2010), divorce en 2013, puis qui épouse en secondes noces, en 2017, Michael Anthony Whyte (né en 1978), dont une fille : Lia (née en 2018) ;
    - Guy de Orleans e Bragança (né en 1985), qui épouse en 2017 Amanda Gabriel São Clemente de Azevedo, dont un fils : Francisco (né en 2019) ;
- Bertrand de Orleans e Bragança (né en 1941), chef de la maison impériale du Brésil et l'un des deux prétendants au trône depuis 2022. Sans alliance ni postérité ;
- Isabelle d'Orléans-Bragance (1944-2017), princesse du Brésil. Sans alliance ni postérité ;
- Pedro de Orleans e Bragança (né en 1945), qui renonce à ses droits au trône en 1978 pour épouser Maria de Fátima de Lacerda Rocha (née en 1952), dont la famille fait partie des noblesses brésilienne et portugaise[réf. nécessaire]. D'où :
  - Maria Pia de Orleans e Bragança (née en 1975), qui épouse en 2001 Pr Rodrigo Otavio Broglia Mendes (né en 1974) ;
  - Carolina de Orleans e Bragança (née en 1978), qui épouse en 2005 Nuno de Carvalho Moreira (né en 1974), fils du sénateur César de Faria Domingues Moreira, ambassadeur du Brésil en Norvège et en Islande ;
  - Gabriel de Orleans e Bragança (né en 1980), qui épouse en 2009 Luciana de Sousa Oliveira Guaspari (née en 1981), dont un fils : Gabriel Pedro (né en 2013) ;
  - Maria de Fátima de Orleans e Bragança (née en 1988) ;
  - Manuella de Orleans e Bragança (née en 1989).
- Fernando de Orléans e Bragança (né en 1948), qui renonce à ses droits au trône pour épouser, en 1975, Maria da Graça Baere de Araújo (1952). D'où :
  - Isabel de Orleans e Bragança (née en 1978), qui épouse le 16 octobre 2009 le comte Alexandre zu Stolberg-Stolberg (1974) ;
  - Maria da Gloria de Orleans e Bragança (née en 1982) ;
  - Luiz de Orleans e Bragança (1984).
- Antônio de Orleans e Bragança (1950-2024), prince du Brésil, qui épouse, en 1981, la princesse belge Christine de Ligne, (1955), sœur du prince Michel de Ligne, qui a épousé la princesse Eleonora de Orléans e Bragança, sa sœur. D'où quatre enfants, qualifiés du prédicat d'altesse royale :
  - Pedro Luiz de Orleans e Bragança (1983-2009), mort lors de l'accident du Vol Air France 447 ;
  - Amélia Maria de Orleans e Bragança (née en 1984) ;
  - Rafael de Orleans e Bragança (né en 1986), prince du Brésil et héritier présomptif de la branche de Vassouras.
  - Maria Gabriela de Orleans e Bragança (née en 1989).
- Eleonora de Orleans e Bragança (née en 1953), princesse du Brésil, qui épouse le prince belge Michel de Ligne (1951), frère aîné de la princesse Christine de Ligne, qui a épousé, en 1981, le prince Antônio de Orleans e Bragança, son frère. D'où : 
  - Alix de Ligne (née en 1984), qui épouse le 17 juin 2016 le comte Guillaume de Dampierre ;
  - Henri de Ligne (né en 1989).
- Francisco de Orleans e Bragança (né en 1955), qui renonce à ses droits au trône pour épouser, en 1980, Claudia Godinho (1954). D'où :
  - Maria Elizabeth de Orleans e Bragança (née en 1982), qui épouse en 2011 Dr Pablo Trindade de Souza (né en 1980) ;
  - Maria Thereza de Orleans e Bragança (née en 1984), qui épouse en 2017 Guilherme Zanker ;
  - Maria Eleonora de Orleans e Bragança (née en 1984).
- Alberto de Orleans e Bragança (né en 1957), qui renonce à ses droits au trône et épouse, en 1983, Maritza Ribas Bockel (1961). D'où :
  - Pedro Alberto de Orleans e Bragança (né en 1988), qui épouse le 3 juillet 2021 Alessandra Fragoso Pires, dont un fils : Arthur (né en 2024) ;
  - Maria Beatriz de Orleans e Bragança (née en 1990) ;
  - Ana Thereza de Orleans e Bragança (née en 1995) ;
  - Antônio Alberto de Orleans e Bragança (né en 1997).
- Maria Teresa de Orleans e Bragança (née en 1959), qui renonce à ses droits au trône pour épouser, en 1995, Jan Hessel de Jong (1953). D'où :
  - Johannes Pedro Hessel de Jong (né en 1997) ;
  - Maria Pia Hessel de Jong (née en 2000).
- Maria Gabriela de Orleans e Bragança (née en 1959), qui renonce à ses droits au trône pour épouser, en 2003, Teodoro Senna Hungria de Silva Machado (né en 1952), et dont elle divorce en 2005.

### Résidence
Le couple vit en France et tente à de nombreuses reprises de pouvoir émigrer au Brésil, avant d’y parvenir, après la fin du second conflit mondial. Le couple s’installe tout d’abord au palais du Grão-Pará (pt), à Petrópolis (dans l'État de Rio de Janeiro) et plus tard dans une villa du quartier du Retiro (pt). Pedro Henrique de Orléans e Bragança acquiert d'abord un domaine à Jacarezinho, où lui et sa famille demeurent jusqu'en 1964 avant de s’installer à Vassouras.

### Dernières années
Pedro Henrique de Orléans e Bragança meurt le 5 juillet 1981 et son fils aîné, Luiz, devient le chef de la branche de Vassouras de l'ancienne famille impériale du Brésil. Marie-Élisabeth passe le reste de ses jours entre Santa Maria et la demeure de sa fille Isabel à Rio de Janeiro, effectuant de fréquents séjours en Bavière et en Belgique où demeurent ses autres filles. 
Veuve depuis 30 ans, elle meurt à l'âge de 96 ans à Rio de Janeiro, le 13 mai 2011. Elle est inhumée au cimetière de la Fraternité de Notre-Dame de la Conception, à Vassouras. Lui survivent ses douze enfants, vingt-huit de ses vingt-neuf petits-enfants et neuf arrière petits-enfants.

## Titulature et décorations

### Titulature
Les titres portés par Marie-Élisabeth comme membre de la maison de Wittelsbach sont considérés en Allemagne comme des accessoires du nom après l'abolition des monarchies allemandes en 1918 ; et ceux portés comme membre de la maison d'Orléans-Bragance sont considérés comme des titres de courtoisie sans existence juridique au Brésil et accordés par le prétendant au trône :
- 9 septembre 1914 - 19 août 1937 : Son Altesse la princesse Maria Elisabeth de Bavière (en Allemagne, après 1918 : Maria Elisabeth Prinzessin von Bayern) ;
- 19 août 1937 - 13 mai 2011 : Son Altesse impériale et royale la princesse Maria Elisabeth de Bavière[10].

### Décorations
- Dame d'honneur de l’ordre de Thérèse (royaume de Bavière)[10]
- Dame de première classe de l’ordre de Sainte-Élisabeth (royaume de Bavière)[10]
- Dame grand-croix de justice de l'ordre sacré et militaire constantinien de Saint-Georges (maison de Bourbon-Siciles)[10]
- Dame d'honneur et de dévotion de l'ordre souverain de Malte[10]

## Ascendance
|  |                                              |  |  |  |  |  |  |  |  |  |  |  |  |
|  | 8. Luitpold de Bavière                       |  |  |  |  |  |  |  |  |  |  |  |  |
|  |                                              |  |  |  |  |  |  |  |  |  |  |  |  |
|  |                                              |  |  |  |  |  |  |  |  |  |  |  |  |
|  | 4. Louis III de Bavière                      |  |  |  |  |  |  |  |  |  |  |  |  |
|  |                                              |  |  |  |  |  |  |  |  |  |  |  |  |
|  |                                              |  |  |  |  |  |  |  |  |  |  |  |  |
|  | 9. Auguste-Ferdinande de Habsbourg-Toscane   |  |  |  |  |  |  |  |  |  |  |  |  |
|  |                                              |  |  |  |  |  |  |  |  |  |  |  |  |
|  |                                              |  |  |  |  |  |  |  |  |  |  |  |  |
|  | 2. François de Bavière                       |  |  |  |  |  |  |  |  |  |  |  |  |
|  |                                              |  |  |  |  |  |  |  |  |  |  |  |  |
|  |                                              |  |  |  |  |  |  |  |  |  |  |  |  |
|  | 10. Ferdinand Charles Victor d'Autriche-Este |  |  |  |  |  |  |  |  |  |  |  |  |
|  |                                              |  |  |  |  |  |  |  |  |  |  |  |  |
|  |                                              |  |  |  |  |  |  |  |  |  |  |  |  |
|  | 5. Marie-Thérèse de Modène                   |  |  |  |  |  |  |  |  |  |  |  |  |
|  |                                              |  |  |  |  |  |  |  |  |  |  |  |  |
|  |                                              |  |  |  |  |  |  |  |  |  |  |  |  |
|  | 11. Élisabeth de Habsbourg-Hongrie           |  |  |  |  |  |  |  |  |  |  |  |  |
|  |                                              |  |  |  |  |  |  |  |  |  |  |  |  |
|  |                                              |  |  |  |  |  |  |  |  |  |  |  |  |
|  | 1. Marie-Élisabeth de Bavière                |  |  |  |  |  |  |  |  |  |  |  |  |
|  |                                              |  |  |  |  |  |  |  |  |  |  |  |  |
|  |                                              |  |  |  |  |  |  |  |  |  |  |  |  |
|  | 12. Rodolphe de Croÿ (de)                    |  |  |  |  |  |  |  |  |  |  |  |  |
|  |                                              |  |  |  |  |  |  |  |  |  |  |  |  |
|  |                                              |  |  |  |  |  |  |  |  |  |  |  |  |
|  | 6. Charles-Alfred de Croÿ (de)               |  |  |  |  |  |  |  |  |  |  |  |  |
|  |                                              |  |  |  |  |  |  |  |  |  |  |  |  |
|  |                                              |  |  |  |  |  |  |  |  |  |  |  |  |
|  | 13. Nathalie de Ligne (d)                    |  |  |  |  |  |  |  |  |  |  |  |  |
|  |                                              |  |  |  |  |  |  |  |  |  |  |  |  |
|  |                                              |  |  |  |  |  |  |  |  |  |  |  |  |
|  | 3. Isabelle-Antoinette de Croÿ               |  |  |  |  |  |  |  |  |  |  |  |  |
|  |                                              |  |  |  |  |  |  |  |  |  |  |  |  |
|  |                                              |  |  |  |  |  |  |  |  |  |  |  |  |
|  | 14. Engelbert-Auguste d'Arenberg             |  |  |  |  |  |  |  |  |  |  |  |  |
|  |                                              |  |  |  |  |  |  |  |  |  |  |  |  |
|  |                                              |  |  |  |  |  |  |  |  |  |  |  |  |
|  | 7. Marie Ludmilla d'Arenberg (d)             |  |  |  |  |  |  |  |  |  |  |  |  |
|  |                                              |  |  |  |  |  |  |  |  |  |  |  |  |
|  |                                              |  |  |  |  |  |  |  |  |  |  |  |  |
|  | 15. Éléonore d'Arenberg (d)                  |  |  |  |  |  |  |  |  |  |  |  |  |
|  |                                              |  |  |  |  |  |  |  |  |  |  |  |  |
|  |                                              |  |  |  |  |  |  |  |  |  |  |  |  |